# Man Smart, Woman Smarter
«Man Smart, Woman Smarter» es una canción del cantante británico de rock Robert Palmer, publicada como sencillo en 1976 a través de Island Records. Es una versión de la pista homónima escrita en 1936 por Norman Span, apodado King Radio, y que había sido popularizada en 1952 por Harry Belafonte. La letra trata sobre una discusión que enfrenta a hombres contra mujeres para determinar cuál es más inteligente, saliendo victoriosa estas últimas.
Publicado como el único sencillo del álbum Some People Can Do What They Like (1976), logró posiciones altas en las listas musicales estadounidenses. Sin embargo, marcó el debut del vocalista en el recuento Kent Music Report de Australia. Por su parte, recibió reseñas positivas por parte de la prensa especializada, que valoró el ritmo contagioso y la voz de Palmer.

## Composición y grabación
«Man Smart, Woman Smarter» es una canción de calipso que escribió el músico trinitense Norman Span, apodado King Radio, en 1936. La letra trata sobre una discusión que enfrenta a hombres contra mujeres para determinar cuál es más inteligente, saliendo victoriosa estas últimas. Sobre la música, posee un ritmo contagioso; Record World destacó el estilo de The Meters que le dio Palmer, mientras que Cashbox resaltó los tambores metálicos de Trinidad y Tobago porque complementaban el sonido calipso a través de un preciso arreglo. Ambas revistas estadounidenses también valoraron positivamente la voz de Palmer, incluso, Cashbox comentó que tiene cierta reminiscencia al estilo de Rod Stewart.
Al igual que las demás canciones que integran Some People Can Do What They Like, la grabación se realizó en los estudios Clover de Los Ángeles (Estados Unidos) en septiembre de 1976 y contó con la producción de Steve Smith.

## Lanzamiento y recepción comercial
«Man Smart, Woman Smarter» salió al mercado en octubre de 1976 a través de Island Records, como el único sencillo del álbum Some People Can Do What They Like. Tanto en la versión estadounidense como la europea del vinilo de 7", el lado B lo ocupó la canción «Keep in Touch». Por su parte, en la británica le correspondió a «From a Whisper to a Scream» del disco Sneakin' Sally Through the Alley (1974).
A pesar de que Record World y Cashbox vaticinaron que iba lograr un buen airplay en las radios AM y FM, además de buenas posiciones en las listas musicales, al final tuvo éxito moderado. En diciembre de 1976 debutó en el Hot 100 de la revista Billboard y para la semana de 1977 alcanzó como máxima posición el puesto 63. Para la edición del 18 de diciembre de 1976 se situó en la casilla 82 en el Top 100 Singles de Cashbox, mientras que en enero de 1977 logró la 90 en el Top Singles de Record World. Asimismo, llegó hasta la posición 90 en el Kent Music Report de Australia.

## Posicionamiento en listas musicales
| País           | Lista (1976-1977)            | Posición |
| -------------- | ---------------------------- | -------- |
| Australia      | Kent Music Report            | 90       |
| Estados Unidos | Billboard Hot 100            | 63       |
| Estados Unidos | Cashbox Top 100 Singles      | 82       |
| Estados Unidos | Record World Top 100 Singles | 90       |